# Paklenica nationalpark
Paklenica karst river kløften er en nationalpark i Kroatien. Den ligger nær Starigrad, i det nordlige Dalmatien, på de sydlige skråninger af Velebit-bjergene, ikke langt fra Zadar. Den indeholder to kløfter, Mala (lille) og Velika (store) Paklenica. I dag strømmer der ikke vand gennem Mala Paklenica. Nær indgangen til Velika Paklenica er der bygget et kunstigt tunnelkompleks til Josip Broz Tito der under spændingerne mellem Jugoslavien og USSR i slutningen af 1940'erne og begyndelsen af 1950'erne havde et tilflugtssted her.

## Historie
Området Syd Velebit har været beboet siden forhistorisk tid. Det menes, at området under den sidste istid formentlig har været beboet af små grupper af palæolitiske jægere/samlere, som andre steder i Middelhavet. Havniveauet må have været 120 meter lavere end i dag, og Velebit-kanalen var en bred dal med en flod der strømmede igennem. De højeste dele af Velebit var dækket af gletsjere. Da havniveauet begyndte at stige i den sene istid, flyttede folk til højere, bakkede områder. De tidligste optegnelser om mennesker i Velebit – mesolitiske flintværktøjer fundet i Vaganačka-hulen under Veliko Rujno – går tilbage til denne æra.
For cirka otte tusinde år siden ankom de første kvægavlere og landmænd til området, med hvede, tamgeder og får, samt viden om deres avl. Jægerindsamling mistede sin betydning, og husdyropdræt begyndte på Velebit. Masser af materielle beviser, såsom knogler fra husdyr, værktøj og udstyr brugt af forhistoriske hyrder og dekoreret lertøj, blev fundet i hulerne, der tjente som husly for mennesker og kvæg.
I løbet af de sidste to tusinde år f.Kr., i bronzealderen, blev de første fæstningsværker og stenbygninger opført af liburiske folk . De kunne tjene som ly for befolkningen fra de omkringliggende landsbyer i tilfælde af fare, og nogle af dem kan have været permanente bosættelser, hvor de lokale herskere havde deres sæde. Derudover overvågede de vigtige kvæg og handelsruter, der førte til Velebit og videre til Lika via Paklenica eller Rujan. Nogle af dem tjente til at føre tilsyn med navigationen. De er nu ødelagt, men ringformede høje ("gromila", pl. "gromile") op til flere meters højde kan stadig ses nogle steder. I umiddelbar nærhed af fæstningsværket er der fundet kistedynger – aflejringer af store runde sten, hvorunder tidligere herskere blev begravet i skrin lavet af stentavler. De fleste af dem er gravet ud og gravene plyndret, men de er stadig synlige, som i området ved landsbyen Ljubotić i Tribanj.
I løbet af de sidste to tusinde år f.Kr. blev Adriaterhavets østkyst gradvist erobret af de romerske legioner. Efter at den romerske provins Dalmatien blev grundlagt i det tidlige 1. århundrede e.Kr., blev permanent romersk herredømme etableret. Starigrad (romersk navn: Argyruntum) blev etableret på det tidspunkt, og den udviklede sig hurtigt til et vigtigt handelscenter. I det 4. århundrede e.Kr. lod kejser Tiberius den befæste med mure og tårne. Byens kirkegård lå ved vejen, der førte sydvest om byen. Der blev blev indsamlet masser af arkæologiske fund fra omkring 400 udforskede grave - smykker, glasvarer og metalvarer, våben og værktøj. Det mest interessante fund er helt sikkert den gamle glassamling - så mange som 146 kar af forskellige former (skåle, glas, flasker) - opbevaret i Zadars arkæologiske museum.
Livet i Argyruntum gik i stå i det tidlige 4. århundrede e.Kr. Fredens æra blev afbrudt af angreb fra barbariske nationer, der til sidst førte til den romerske stats forfald. I et forsøg på at bringe Adriaterhavskysten tilbage til imperiet, byggede den østromerske kejser Justinian et system af befæstninger for at sikre navigation og beskytte den lokale befolkning. Ruinerne af forter og tårne over Modrič og nær Sveta Trojica i Tribanj er dele af dette forsvarssystem, der kortvarigt udsatte den antikke verdens endelige tilbagegang i Adriaterhavet.
Kroaternes ankomst til dette område begyndte i den tidlige middelalder . De tidligste bevarede spor af deres tilstedeværelse er kapellerne, St. George (Sv. Juraj) i Rovanjska, St. Peter (Sv. Petar) i Starigrad og St. Mary Magdalene (Sv. Marija Magdalena eller Trstenica) bygget fra den 9. eller 1100-tallet e.Kr.  To forter – Večka Kula og Paklarić – blev sandsynligvis opført i slutningen af middelalderen (14.–16. århundrede).

## Geologiske træk
De mest attraktive og mest værdifulde dele af det sydlige Velebit er helt sikkert de imponerende kløfter Velika Paklenica og Mala Paklenica. Velika Paklenica canyon er 14 km lang og 500–800 m bred. I sin smalleste del er canyonen kun 50 m bred. Lodrette klipper rejser sig over begge sider af kløften op til en højde på over 700 m. Den mest spændende del er området omkring det stejle fald af floden nedstrøms fra Anića luka, hvor stejle klipper rejser sig direkte over den, og danner den smalleste del af kløften mellem Anića luka og parkeringspladsen. Mala Paklenica Canyon er af mindre dimensioner, og strømmen, der løber igennem den, er meget mindre kraftfuld. Den er 12 km lang og i sin smalleste del er den kun 10 m bred, mens de omkringliggende klipper rejser sig op i en højde på 650 m.
Den centrale del af parken er karakteristisk for reliefkomplekset Borovnik og Crni vrh, med dalen Mala Močila og Velika Močila i nærheden. Velika Močila er en skålformet dal i 850 meters højde omgivet af Crni vrh (1.110 moh.), Škiljina kosa (1.015 moh.) og Zeleni-brig (842 moh.), mens Borovnik, opkaldt efter den sorte fyrreskov, strækker sig langs sydkanten.
Den østlige del af parken er meget differentieret geomorfologisk, utilgængelig og vild. Længere mod øst forvandles denne vildniszone til et område med mildere former omkring Malo Libinje og Veliko Libinje, karstiske plateauer med talrige gruber.
Det højeste område i Paklenica National Park er den smalle højderyg Velebit, 1 til 3 km bred. Den højeste top af Velebit – Vaganski vrh (1.757 moh) er også her. Området Paklenica National Park er et af de mest fuldstændigt udforskede områder i Kroatien med hensyn til speleologi. 76 speleologiske lokationer er kendt og er blevet udforsket i parken, nemlig 39 gruber og 37 huler. Vodarica Pit er den længste hule i Velebit på 300 meter, afgrund på Bunovac (534 m) er det dybeste objekt i det centrale og sydlige Velebit.
Vandtætte sedimenter er placeret under meget porøse karstiske aflejringer af karbonatsten i den udvidede del af Velika paklenica, Brezimenjača, og i foråret dele af Mala paklenica og lejlighedsvis strømning af Orljača. Dette er grunden til, at Paklenica National Park har flere permanente eller lejlighedsvise strømme og mange permanente kilder. De permanente kilder med drikkevand af høj kvalitet er Stražbenica, Kontinovo vrilo, Crno vrilo, Velika Močila og Pećica.

## Flora
Rigdommen af flora afspejles i listen over 1.000 plantearter og underarter, der er registreret til dato, 79 af dem endemiske. Den store mangfoldighed, tilstedeværelsen af relikte, endemiske, sjældne, lovpligtigt beskyttede arter gør parken til et meget værdifuldt blomsterområde, ikke kun i Kroatien, men også i Europa og verden.
Skovfænomenet er en af hovedårsagerne til, at South Velebit-området blev udråbt til nationalpark. Områder med ege- og orientalske avnbøgskove, bøgeskov, sortfyrreskove og bregneskove kan alle findes i parken. I 2017 blev bøgeskovene i nationalparken føjet til UNESCOs verdensarvsliste under betegnelsen antikke og urbøgeskove i Karpaterne og andre regioner i Europa på grund af deres vidnesbyrd om den økologiske historie af skovdynamikken i Europa siden den sidste istid.

## Fauna
De forskelligartede levesteder i Paklenica og den vertikale lagdeling giver hjem til en mangfoldig fauna. Hvirvelløse dyr er relativt dårligt udforskede, attraktive insekter som dagsommerfugle er godt udforskede. Over 40 arter af padder og krybdyr er fundet, blandt andet den truede Orsinis hugorm.
Fugle er den mest talrige gruppe af hvirveldyr, med 230 arter registreret til dato hvoraf 102 arter af ynglefugle. En særlig værdi tilføres parken af de truede og sjældne fuglearter som kongeørn, vandrefalk, slangeørn og duehøg. Skovområderne er rige på spætter, de sjældneste blandt dem er hvidrygget spætte og mellemflagspætte.
Der er også 53 arter af pattedyr i parken, rådyr og gemser er højdepunkter, mens den brune bjørn er det største rovdyr. I hulerne er der et væld af interessante underjordiske dyr såsom krabber, mider, nematoder, vandorme, edderkopper, pseudoskorpion, biller og flagermus.

## Turisme
Vandring er den eneste måde at lære Paklenica rigtigt at kende. Parkområdet rummer 150-200 km stier og stier, fra dem, der er beregnet til turister, der fører fra Velika Paklenica Canyon til Manita peć-hulen, Lugarnica-skovhytten og bjerghytten, til dem, der er beregnet til bjergbestigere, der fører til de højeste toppe i Velebit. Stierne i parken er markeret med tavler og bjergbestigningsskilte.
Paklenica Nationalpark er det mest besøgte klatrested i Kroatien og det største i Sydøsteuropa. Den tætte nærhed af havvand giver dette klatrested en særlig charme, hvilket gør Paklenica Riviera til et ideelt sted at kombinere klatring og vandsport. I dag er der over 360 udstyrede og forbedrede ruter i forskellige sværhedsgrader og længder inden for Paklenicas klatresteder, så hver klatrer kan finde efter deres smag. Den vigtigste klatresæson begynder om foråret og varer til sent på efteråret.